# NGC 7466
NGC 7466 é uma galáxia espiral (Sb) localizada na direcção da constelação de Pegasus. Possui uma declinação de +27° 03' 11" e uma ascensão recta de 23 horas, 02 minutos e 03,4 segundos.
A galáxia NGC 7466 foi descoberta em 20 de Setembro de 1873 por Édouard Jean-Marie Stephan.